# Hans Nordmark
Hans Arvid Nordmark, född 25 oktober 1919, död i 20 juni 2011, var en svensk jurist och musiker.
Nordmark studerade violin vid Kungliga Musikhögskolan 1938–1942 och avlade en jur.kand. 1945. Han anställdes vid Vattefallstyrelsen 1948, var administrativ direktör vid LKAB 1957–1972 och vd för Stim 1973–1982. Han invaldes den 24 februari 1966 som ledamot nr 724 av Kungliga Musikaliska Akademien och var styrelseledamot där från 1964 och dess preses 1977–1988. Nordmark var ordförande i Mazerska kvartettsällskapet 1975–1990 och i Stockholms konsertförening 1969–1975.  Nordmark avled i augusti 2011. En runa över honom, författad av preses emeritus Anders R. Öhman, publicerades i Svenska Dagbladet 30 augusti 2011. 

## Priser och utmärkelser
- 1966 – Ledamot nr 724 av Kungliga Musikaliska Akademien
- 1989 – Medaljen för tonkonstens främjande
- 1989 - Drottningholmsteaterns Hederstecken